# Urbanización Club de Tenis
La Urbanización Club de Tenis es una localidad y pedanía española perteneciente al municipio de Huércal de Almería, en la provincia de Almería. Está situada en la parte central de la comarca Metropolitana de Almería. Anexos a esta localidad se encuentran los núcleos de Huércal de Almería capital, La Gloria, y un poco más alejados están Callejones-San Silvestre, Las Cumbres, El Carmen, La Fuensanta-Villa Inés, Viator y la ciudad de Almería.
Debe su nombre al Club de Tenis de Almería.

## Demografía
Según el Instituto Nacional de Estadística de España, en el año 2024 la Urbanización Club de Tenis contaba con 104 habitantes censados, lo que representa el 0,56% de la población total del municipio.

### Evolución de la población
| Gráfica de evolución demográfica de Urbanización Club de Tenis entre 2014 y 2024 |
|                                                                                  |
| Datos según el nomenclátor publicado por el INE.                                 |

## Comunicaciones

### Carreteras
Cerca de esta pedanía pasa la autovía A-7 o autovía del Mediterráneo, así como la carretera N-340A.
Algunas distancias entre la Urbanización Club de Tenis y otras ciudades:
| Ciudades           | Distancia (km) |
| ------------------ | -------------- |
| Huércal de Almería | 1              |
| Almería            | 5              |
| Granada            | 156            |
| Jaén               | 212            |
| Murcia             | 215            |